# Приозёрное (Генический район)
Приозёрное (укр. Приозерне) — посёлок в Генической городской общине Генического района Херсонской области Украины. В 2022 году село временно оккупировано российскими войсками в ходе вторжения России на Украину. 

## Географическое положение
Посёлок находится на косе Арабатская стрелка полуострова Крым, на берегу Генического озера.

## История
Население по переписи 2001 года составляло 245 человек.

## Экономика
- завод по производству соли[1].

## Местный совет
75580, Херсонская обл., Генический р-н, с. Счастливцево, ул. Ленина, 26